# Хермиона
Хермиона в древногръцката митология е дъщеря на Менелай и Елена.
Преди Троянската война, Хермиона е обещана за жена на Орест, нейния братовчед (бащата на Орест – Агамемнон, е по-голям брат на Менелай), но по време на войната Менелай обещава ръката на дъщеря си на сина на Ахил – Неоптолем. Орест трябвало да се откаже от Хермиона пред лицето на такъв знаменит съперник и неизчислимо повече заслуги, още повече, че Орест убил майка си и това сложило петно върху името му. След като Неоптолем бил убит от жреци в Делфи (според някои източници от самия Орест), Хермиона се омъжва за Орест и от него имала син Тисамен, който наследява трона на своя дядо Менелай в Спарта. Според вариант на мита, развит в пиесата „Андромаха“ на Еврипид, убийството на Неоптолем било организирано от Орест, който искал да се ожени за Хермиона.